# Flughafen Girona

i7
i11
i13
Der Flughafen Girona (katalanisch Aeroport de Girona - Costa Brava, spanisch Aeropuerto de Gerona, IATA-Code: GRO, ICAO-Code: LEGE) ist ein internationaler Verkehrsflughafen bei Girona an der Costa Brava in Katalonien (Spanien), der vor allem von Billigfluggesellschaften angeflogen wird.

## Lage und Verkehrsanbindung
Der Flughafen liegt 8 km südlich von Girona und circa 75 km nordöstlich des Zentrums von Barcelona auf Gemarkung der Gemeinde Vilobí d’Onyar.
- nach Barcelona und zur Costa Brava: Vor dem Terminal fährt in unregelmäßigen Abständen, da abgestimmt auf die ankommenden und abgehenden Flüge, ein Bus nach Barcelona-Zentrum (Estació del Nord) sowie mehrmals täglich in die Badeorte der Costa Brava wie Lloret de Mar.
- nach/über Girona: Vor dem Terminal fährt in regelmäßigen Abständen ein Bus zum Bahnhof/ZOB Girona. Von dort fahren jeweils etwa stündlich Schnellzüge und Regionalzüge nach Barcelona.

## Geschichte

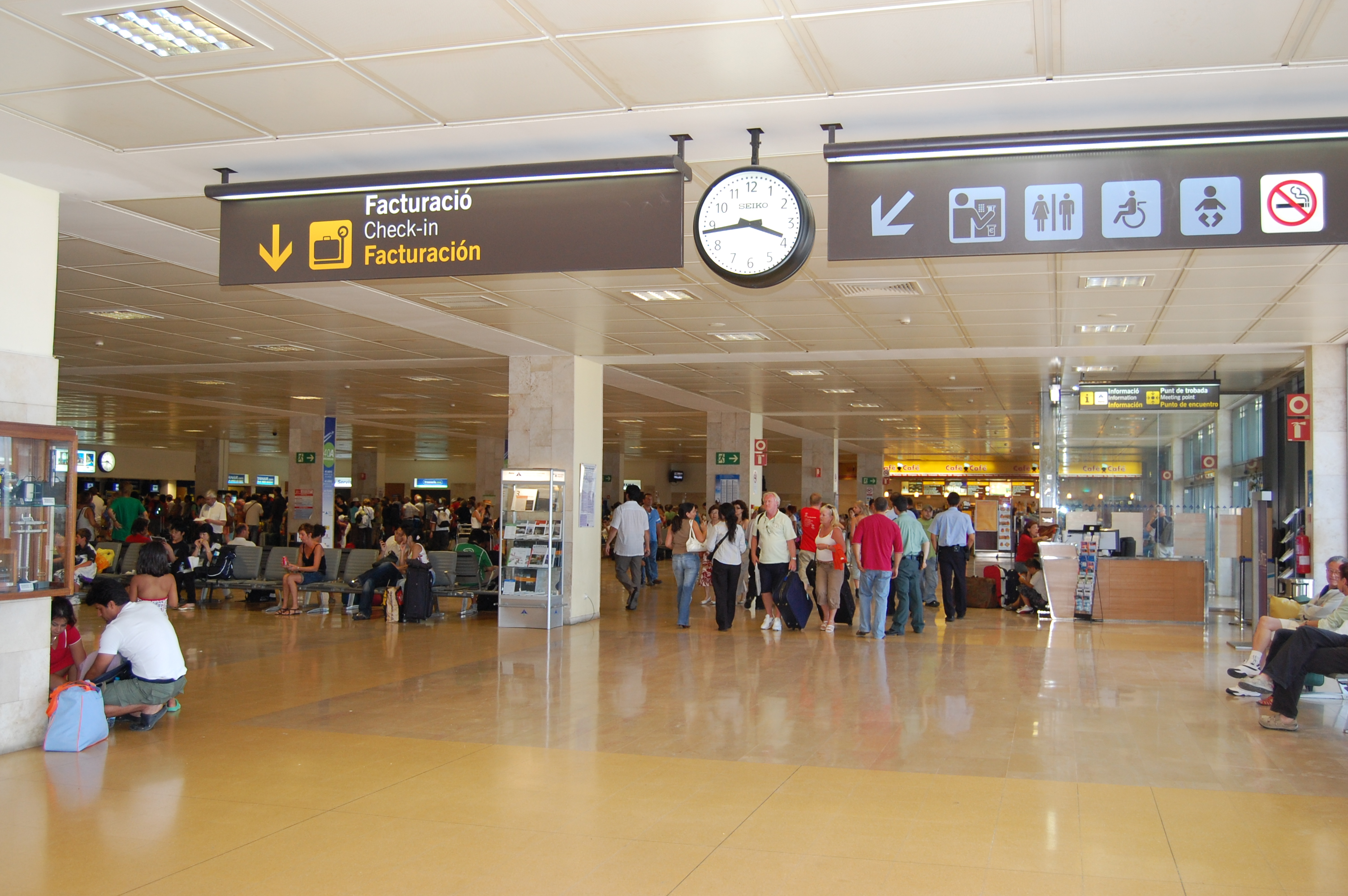
Innenansicht des Terminals

Um dem wachsenden Tourismus zu Beginn der 1960er Jahre gerecht zu werden, forderten die Unternehmen und Urlaubsorte in der Provinz Girona den Bau eines Flughafens. Sie übernahmen 35 % der Baukosten; die Grundstücke wurden von der Provinzverwaltung zur Verfügung gestellt. Am 1. April 1967 wurde der Flughafen eröffnet. Bis dahin war der gesamte Charterflugverkehr über den Flughafen Perpignan und mit Zubringerbussen auf den im Sommer überlasteten Straßen zu den Urlaubsorten an der Costa Brava abgewickelt worden.
Die ersten Betriebsjahre gaben den hohen Erwartungen recht. Zu Beginn der 1970er Jahre wurden bereits über eine Million Fluggäste jährlich gezählt. Die Iberia richtete einen täglichen Linienflug nach Madrid ein, und der Charterflugverkehr wuchs so stark, dass das Rollfeld erweitert und keine zehn Jahre nach Eröffnung bereits ein neues Terminal gebaut werden musste. Zwischen 1967 und 1973 stieg die Zahl der jährlichen Flugbewegungen von rund 1400 auf über 12.000.
Dann begann ein unaufhaltbar erscheinender Niedergang. Die Gründe dafür waren vielfältig. Zum einen führte der fortschreitende Autobahnbau in Frankreich und Spanien zu einer Verlagerung der Touristenströme vom Charterflug auf die Straße. Zum anderen entzog die Dominanz des nahe gelegenen Großflughafens Barcelona dem Flughafen Girona die noch verbliebenen Passagierpotenziale. Und schließlich war das Flughafenmanagement nicht in der Lage, dieser Entwicklung entgegenzuwirken. Fast dreißig Jahre lang missglückten alle Versuche, wieder einen Linienverkehr einzurichten. Zu Beginn der 1990er Jahre war der Tiefpunkt erreicht. Es gab keine Linienflüge mehr und nur wenige Charterflüge im Sommer. Sonst verkehrten nur noch Übungsflüge zur Pilotenausbildung.
Seit der Liberalisierung des Luftverkehrs in Europa und der Aufnahme in das Streckennetz von Ryanair 2003 erlebte der Flughafen bis 2008 erneut einen Aufschwung. Ab 2009 sank das Fluggastaufkommen jedoch wieder.
Im August 2019 gab Ryanair bekannt, seine Basis am Flughafen Girona bis zum Jahresende zu schließen. Im Dezember 2019 wurde dieser Beschluss widerrufen unter der Bedingung, dass die Mitarbeiter am Standort einwilligten, drei Monate im Jahr arbeitslos zu sein. Die Mehrheit der 160 betroffenen Mitarbeiter stimmte dem Kompromiss zu.

## Flughafenanlagen

### Start- und Landebahn
Der Flughafen Girona verfügt über eine Start- und Landebahn. Sie trägt die Kennung 02/20, ist 2.400 Meter lang, 45 Meter breit und hat einen Belag aus Asphalt.

### Passagierterminal
Das Passagierterminal des Flughafens hat eine Kapazität von 7,2 Millionen Passagieren pro Jahr. Es ist mit 15 Flugsteigen ausgestattet.

## Fluggesellschaften und Ziele
Girona wird in erster Linie von europäischen Billig- und Charterfluggesellschaften angeflogen, beispielsweise von Ryanair, die hier eine Basis betreibt. Ryanair bietet Flüge zu 33 Zielen an, darunter auch Frankfurt-Hahn und Weeze. Andere Fluggesellschaften, die Linienflüge ab Girona anbieten, sind beispielsweise Air Arabia Maroc, Enter Air, Jet2.com, Smartwings Hungary, Transavia Airlines, TUI Airlines Belgium, TUI Airways und Wizz Air. Der Flughafen Girona hat einen Vertrag mit Ryanair abgeschlossen. Dieser sichert Ryanair niedrige Flughafengebühren, wenn Ryanair gleichzeitig eine gewisse Anzahl an Touristen jährlich in die Region befördert.

## Verkehrszahlen
| Jahr  | Fluggastaufkommen | Luftfracht (Tonnen) | Flugbewegungen |
| ----- | ----------------- | ------------------- | -------------- |
| 2024* | 1.997.857         | 302                 | 24.368         |
| 2023  | 1.586.458         | 308                 | 20.408         |
| 2022  | 1.314.441         | 163                 | 21.281         |
| 2021  | 312.230           | 104                 | 13.501         |
| 2020  | 172.171           | 327                 | 9.959          |
| 2019  | 1.933.049         | 78                  | 18.253         |
| 2018  | 2.020.138         | 133                 | 17.874         |
| 2017  | 1.946.694         | 126                 | 19.254         |
| 2016  | 1.664.856         | 51                  | 18.815         |
| 2015  | 1.775.326         | 96                  | 19.529         |
| 2014  | 2.160.745         | 93                  | 20.630         |
| 2013  | 2.736.867         | 46                  | 27.050         |
| 2012  | 2.844.571         | 134                 | 27.676         |
| 2011  | 3.007.977         | 62                  | 27.799         |
| 2010  | 4.863.954         | 63                  | 43.291         |
| 2009  | 5.286.970         | 71                  | 48.127         |
| 2008  | 5.510.970         | 184                 | 49.927         |
| 2007  | 4.848.604         | 234                 | 45.289         |
| 2006  | 3.614.254         | 484                 | 33.439         |
| 2005  | 3.533.564         | 241                 | 32.126         |
| 2004  | 2.962.988         | 143                 | 28.668         |
| 2003  | 1.448.796         | 290                 | 20.138         |
| 2002  | 557.187           | 494                 | 14.907         |
| 2001  | 622.410           | 174                 | 13.513         |
| 2000  | 651.402           | 384                 | 13.742         |

* 2024: Vorläufige Daten